# Macarophaeus insignis
Macarophaeus insignis Wunderlich, 2011 è un ragno appartenente alla famiglia Gnaphosidae.

## Caratteristiche
Molto simile a Macarophaeus cultior, se ne distingue per il pattern caratteristico dell'opistosoma e per l'apofisi tibiale dei pedipalpi più corta della tibia stessa e le strutture presenti nel bulbo sono di forma differente.
Gli esemplari maschili rinvenuti hanno lunghezza totale è di 4,8-7,5mm; la lunghezza del cefalotorace è di 2,5-3,3mm; e la larghezza è di circa 2mm.
Gli esemplari femminili rinvenuti hanno lunghezza totale è di 6,5-7,7mm; la lunghezza del cefalotorace è di 3,2mm; e la larghezza è di circa 2mm.

## Distribuzione
La specie è stata reperita nelle isole Canarie: in varie località dell'isola Gran Canaria, e in località Canadas dell'isola di Tenerife.

## Tassonomia
Al 2015 non sono note sottospecie e dal 2011 non sono stati esaminati nuovi esemplari.